# Гутас, Димитриос
Димитриос «Димитрис» Гутас (греч. Δημήτρης Γούτας; 4 апреля 1994, Кавала) — греческий футболист, центральный защитник английского клуба «Кардифф Сити» и национальную сборную Греции.

## Клубная карьера
Гутас начал свою карьеру с молодежной командой «Ксанти». В 2012 году дебютировал в основной команде «Ксанти».
17 июля 2015 года Гутас подписал контракт с «Олимпиакосом», но 23 декабря 2015 года вернулся в «Ксанти» на правах аренды.